# Cnaeus Domitius Ahenobarbus (consul en -96)
Pour les articles homonymes, voir Domitius Ahenobarbus.
Cnaeus Domitius Ahenobarbus est le fils du très prestigieux Cnaeus Domitius Ahenobarbus (consul en 122 av. J.-C.), le frère de Lucius Domitius Ahenobarbus (consul en 94 av. J.-C.) et le père de Lucius Domitius Ahenobarbus (consul en 54 av. J.-C.)
Il mène une très brillante carrière : en 104 av. J.-C., il devient tribun de la plèbe.
Il apporte une loi (la lex Domitia de Sacerdotiis) qui transfère l'élection de supplément des prêtres au peuple. Le peuple pour le remercier de cette loi, le choisit comme nouveau pontifex maximus, à la mort de Lucius Caecilius Metellus Delmaticus, en 98 av. J.-C.
En 96 av. J.-C., il est élu consul de la République romaine et devient censeur en 92 av. J.-C. avec Lucius Licinius Crassus, avec qui il sera souvent en polémique.
Il serait mort en 88 av. J.-C., sous le premier consulat de Sylla et Quintus Mucius Scaevola lui succéda comme pontifex maximus en 87 av. J.-C..

## Sources
- (en) « Cnaeus Domitius Ahenobarbus (consul en -96) », dans Encyclopædia Britannica [détail de l’édition], 1911 (lire sur Wikisource).